# Сутківці
Сутківці — село у Ярмолинецькій селищній громаді Хмельницького району Хмельницької області.

## Географія
Подільське село Сутківці розташоване на подільській височині в південно-західній частині України. Розміщене в глибокій долині річки Ушиці, за 6 км східніше від міста Ярмолинці. У селі річка Мала Ушиця впадає в Ушицю.
Традиційно Сутківці поділяються на частини: Безодня, Габінети, Підмети, Березина, Забрід, Королівка, Замогила, Жолубі, П'ятирічка, Румунія, Козаччина, Гичинці, Хутори.

## Назва
За переказами, назва села походить від місцевого діалекту «сутки», що означає вузьку стежину, прохід, коридор між горбами, горами.
До народної етимології належить місцева легенда, яка розповідає, як ішов чоловік полями, оглядаючи місцевість та розмірковуючи, як назвати таку місцину. Подумавши трохи, склав частини двох слів докупи й вимовив: «сутки» й «рівці», отож хай і зветься це місце «Сутківці».

## Історія
Село виникло у вузькій улоговині серед вапнякових скель, що дало змогу населенню ще з давніх часів перетворити його на неприступну фортецю у південно-західній частині Поділля.
Сутківці вперше згадані в історичних документах 1407 року.

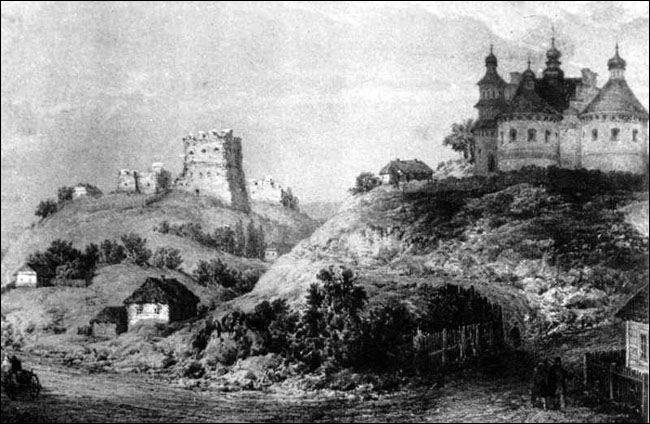
Наполеон Орда. Сутківці

Після захоплення Поділля великий князь литовський Вітовт поділив Поділля на дві частини по річці Мурафі (Морахві) та західну частину віддав польському королю, своєму родичеві Владиславові Ягайлу, який почав роздавати подільські землі своїм наближеним. Серед тих, хто одержав володіння на цій землі, були Ходько Кроат і його син Олександр. Сини Олександра поділилися маєтками: один із них, Дахно, зостався власником Ярмолинців і став називатися Ярмолинським, Федір одержав суміжне село Сутківці і став називатися Сутківецьким. Від цих землевласників пішло два покоління православної української шляхти — Ярмолинських і Сутківецьких. Сутківецькі володіли селом до кінця XVI століття.
Сутківці як посаг дружини Барбари з Ярмолинських дісталися вінницькому, теребовлянському, рогатинському старості Олександрові Балабану. Олександр Балабан, як і значна частина подільської руської шляхти, потрапив після битви під Цецорою (біля Могилева-Подільського) в татарський полон. З полону був викуплений через три роки за 10 000 золотих і в 1623 вибудував у Сутківцях оборонний замок (досі збереглися його руїни).
Сутківці також відомі своєю церквою-фортецею, зведеної зі сірого каменю, з конічними дахами башт, з амбразурами та бійницями.
Наприкінці XVII століття Сутківці стають власністю роду Грабянків. У Тадея Грабянки в Сутківцях гостював Джузеппе Бальзамо (граф Каліостро). На прохання Грабянки він розробив для майбутніх українських масонських лож ритуал «Непереможного Скіфського сонця». Тадей Сутковецький збирався для початку відновити Річ Посполиту у складі рівноправних Польщі й України (проект «Республіка Світла»). Потому мріяв взагалі створити світову мега-імперію, до якої, окрім Польщі й України, мали б увійти всі землі колишньої Візантії (зокрема, Палестина та північ Африки).
Грамотою короля Станіслава Понятовського Сутківці отримали статус містечка.
29 жовтня 1921 під час Листопадового рейду через Сутківці проходила Подільська група (командувач Михайло Палій-Сидорянський) Армії Української Народної Республіки.

## Сучасність
На сьогодні Сутківці — досить велике село. Тут працюють дві школи — ЗОШ I—III ст. (повна середня) і ЗОШ I ст. (початкова), а також фельдшерсько-акушерський пункт.
У селі діють незначні сільськогосподарські підприємства й приватні господарства, функціонують декілька крамниць і млин (приватизований).
На північний захід від села, на відстані 2-3 км у понизині рельєфу, витікають джерела з чистою цілющою водою. Сутківчани називають їх «Біла криниця» і «Попова криниця».

## Культура

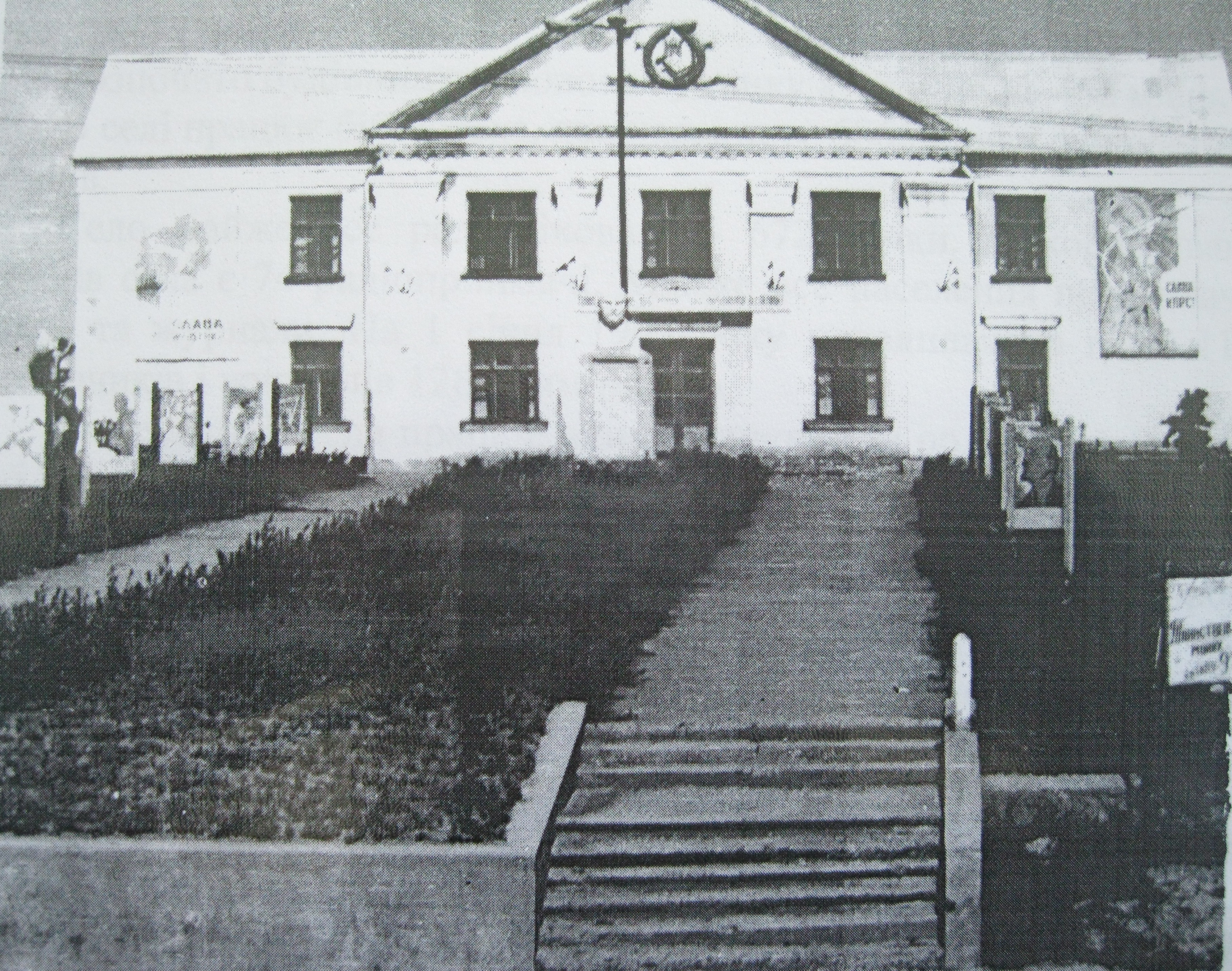
Сутковецький будинок культури з бібліотекою на другому поверсі у 1967 році.

У Сутківцях діє будинок культури, при якому є колектив художньої самодіяльності. Село має власну футбольну команду «Колос». У селі діє сільська бібліотека.

### Бібліотека
Вперше на селі було відкрито хату-читальню у 1930-х роках. У 1934 році для клубу було конфісковано панський будинок, де розмістили й бібліотеку. У 1960-х роках розпочинається будівництво нового Будинку культури, і вже у 1967 році здано новий Будинок культури на 450 місць, де на другому поверсі розташувалась бібліотека.
У 2012 році  бібліотеку обладнано комп'ютерною технікою, створено Пункт доступу громадян до офіційної інформації[джерело?].

## Населення
Населення Сутківців — 1249 осіб, для порівняння: у 1963 році тут проживало 3400 осіб.
100 % населення вказало своєю рідною мовою українську мову.

## Пам'ятки історії та архітектури
У Сутківцях збереглися такі історико-архітектурні пам'ятки:
- Покровська церква-фортеця (1476) — унікальний зразок архітектури XIV—XV століть, який не має аналогів за своїм архітектурно-планувальним рішенням;
- Руїни Сутковецького замку (1623).
- У Сутківцях за СРСР було встановлено обеліск на честь полеглих у ІІ Світовій війні.
- За незалежності України — відкрито пам'ятний знак жертвам Голодомору та політичних репресій 1930-х років.

## Постаті
- Лабань Роман Олегович — лейтенант Збройних сил України, учасник російсько-української війни 2014—2015 років.

## Галерея

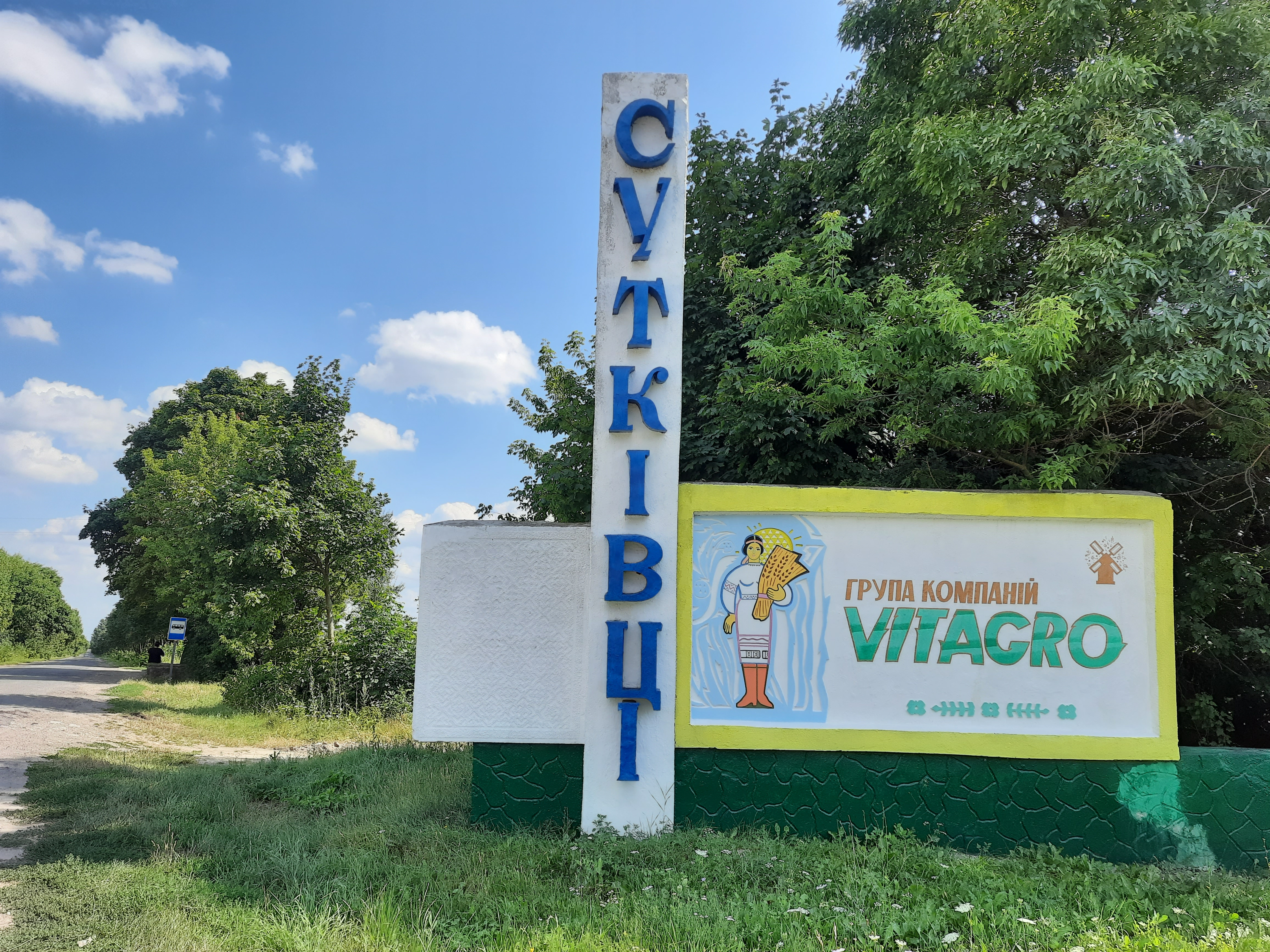
Знак при в'їзді в село
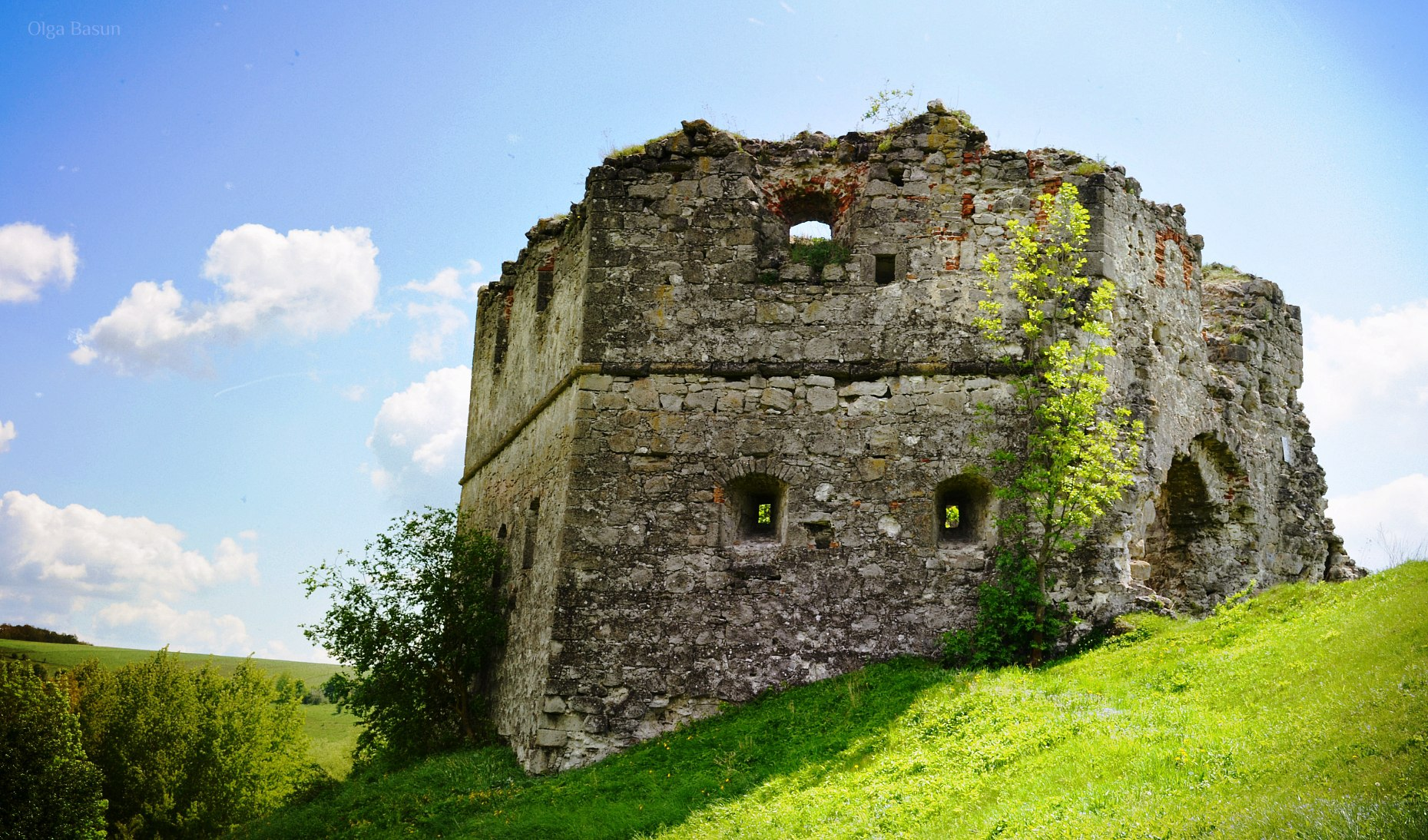
Залишки Сутковецького замку
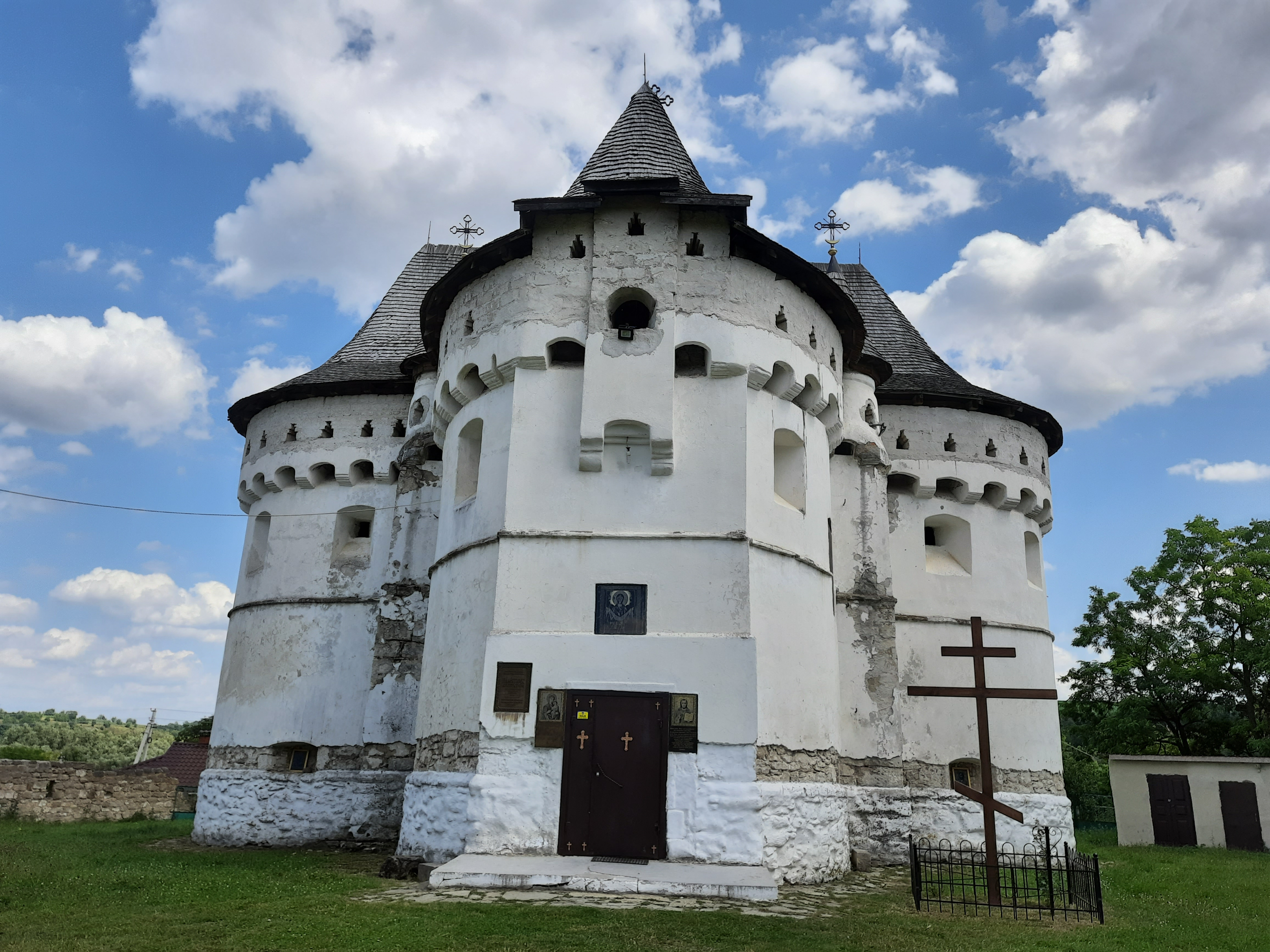
Покровська церква-фортеця
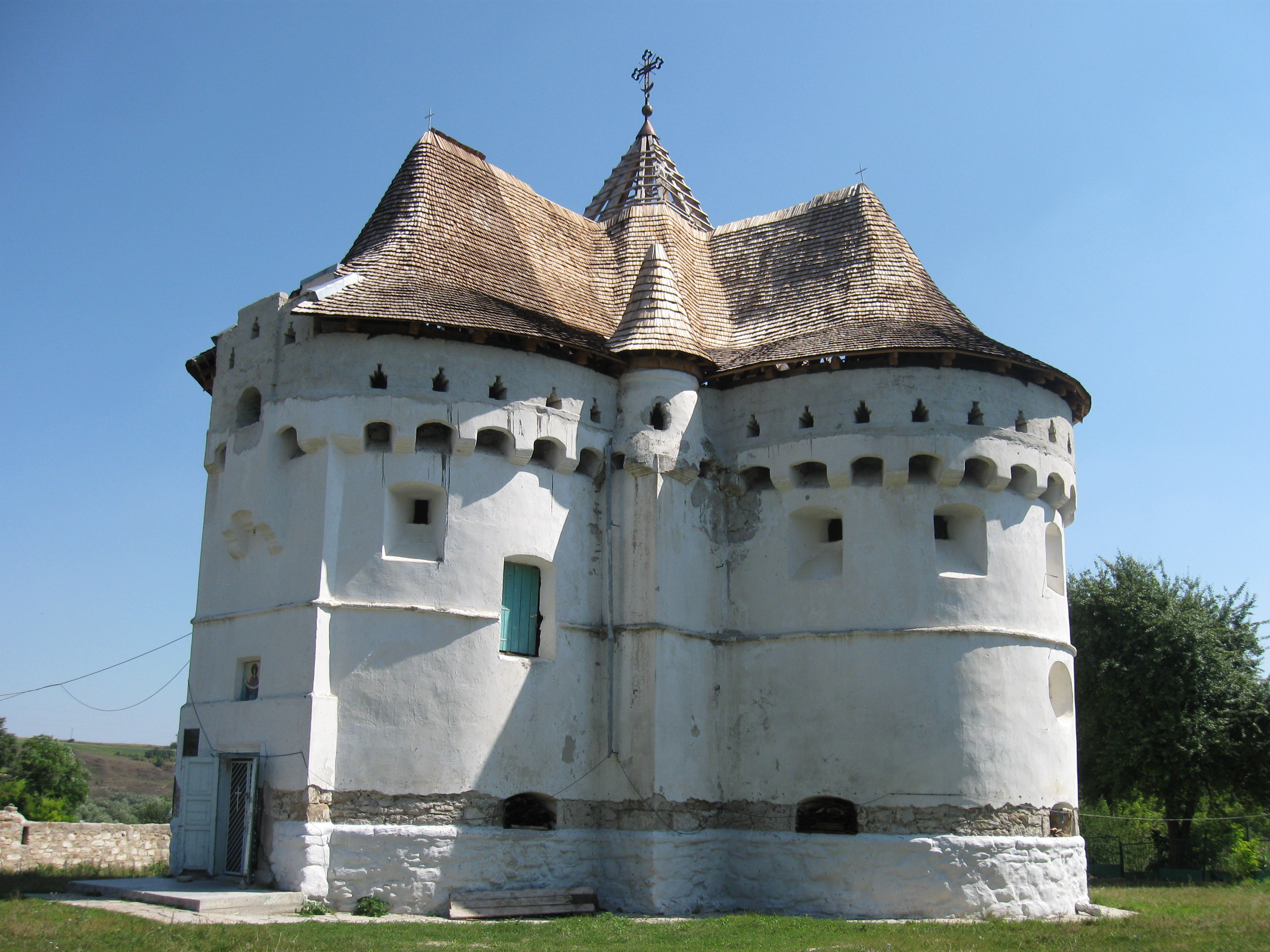
Покровська церква-фортеця
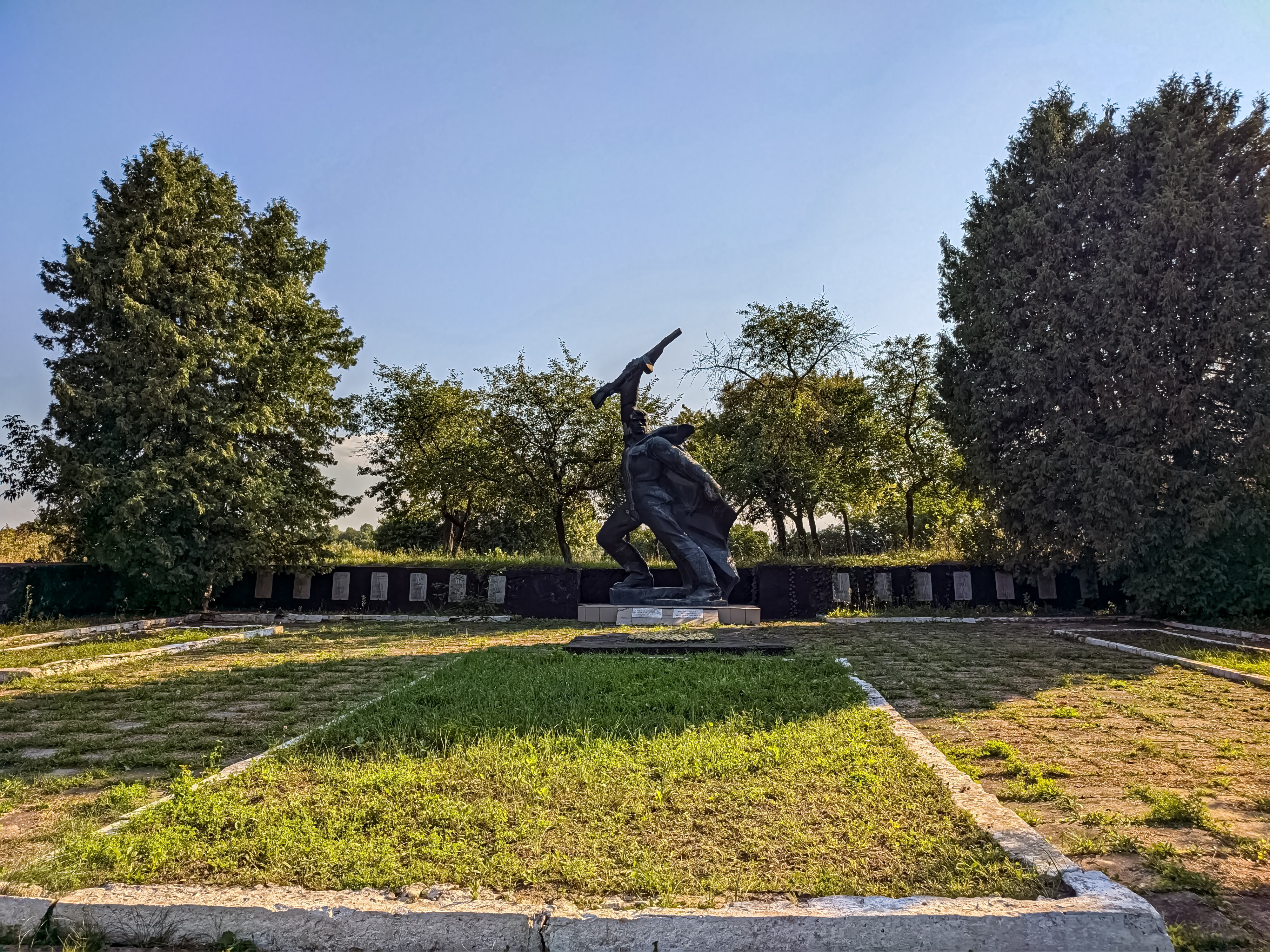
Пам'ятний комплекс загиблим у Другу світову війну
Пам’ятний знак жертвам Голодомору і комуністичних репресій
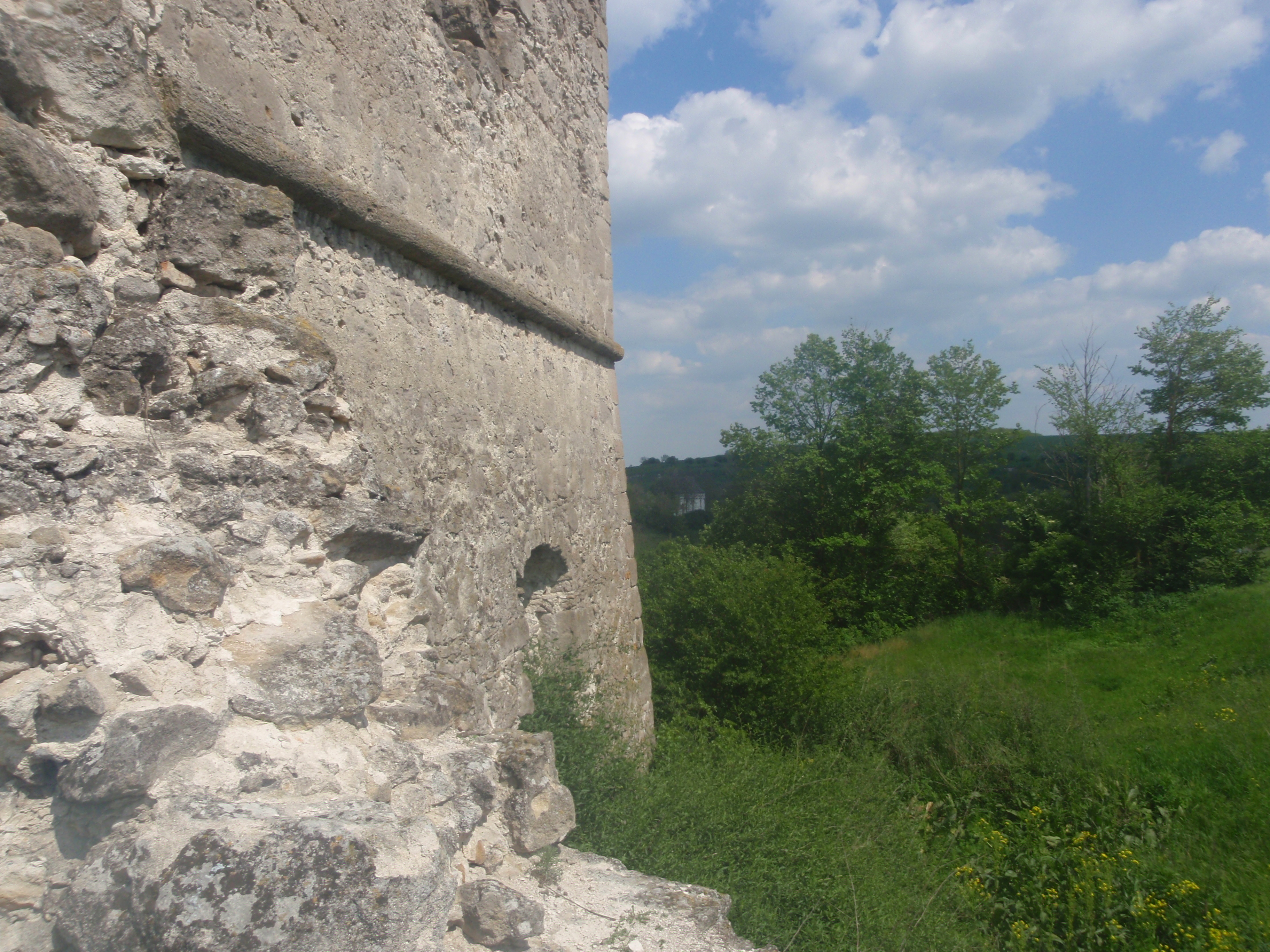
Сутковецький замок у Ярмолинецькому районі Хмельницької області
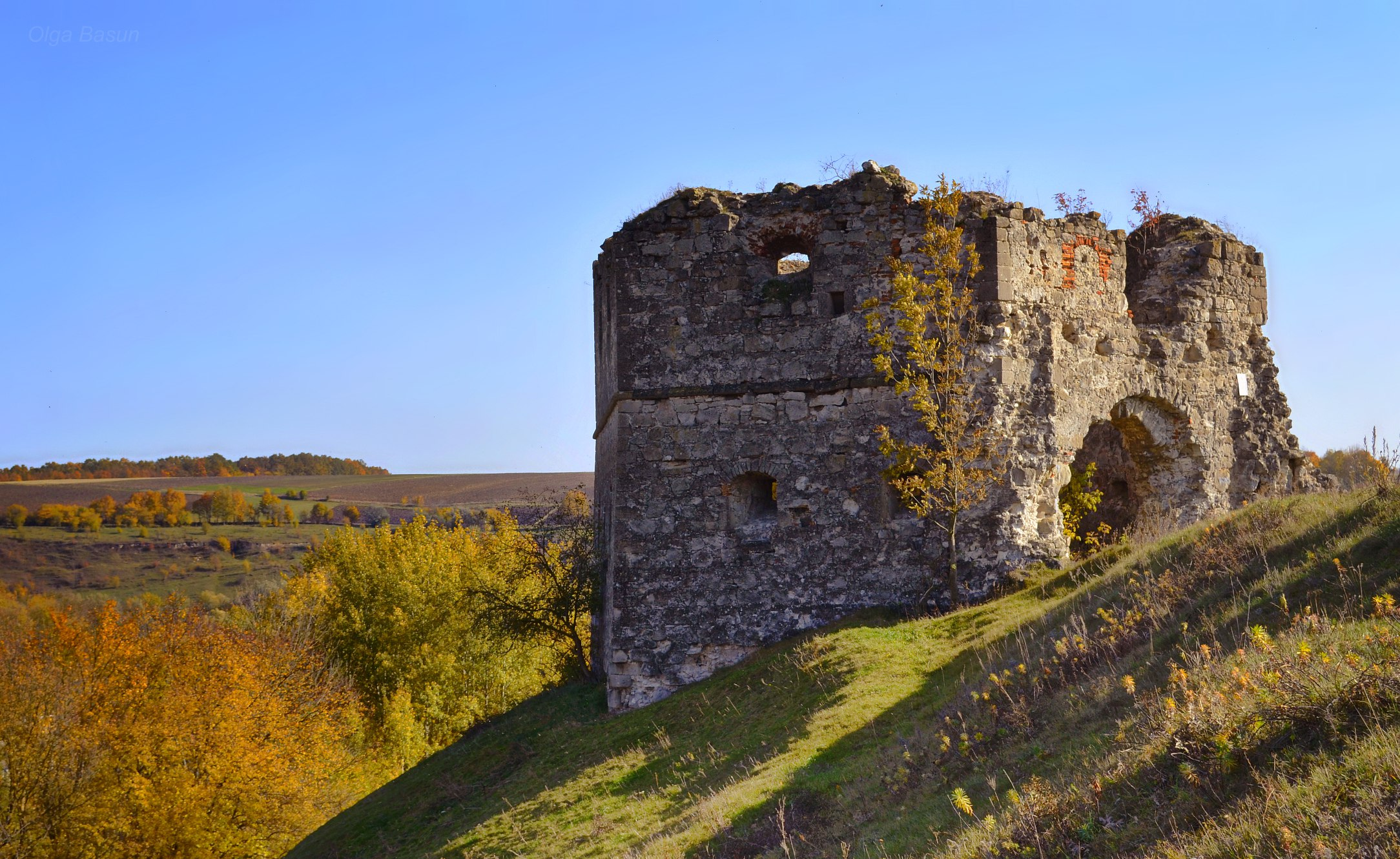
Руїни замку
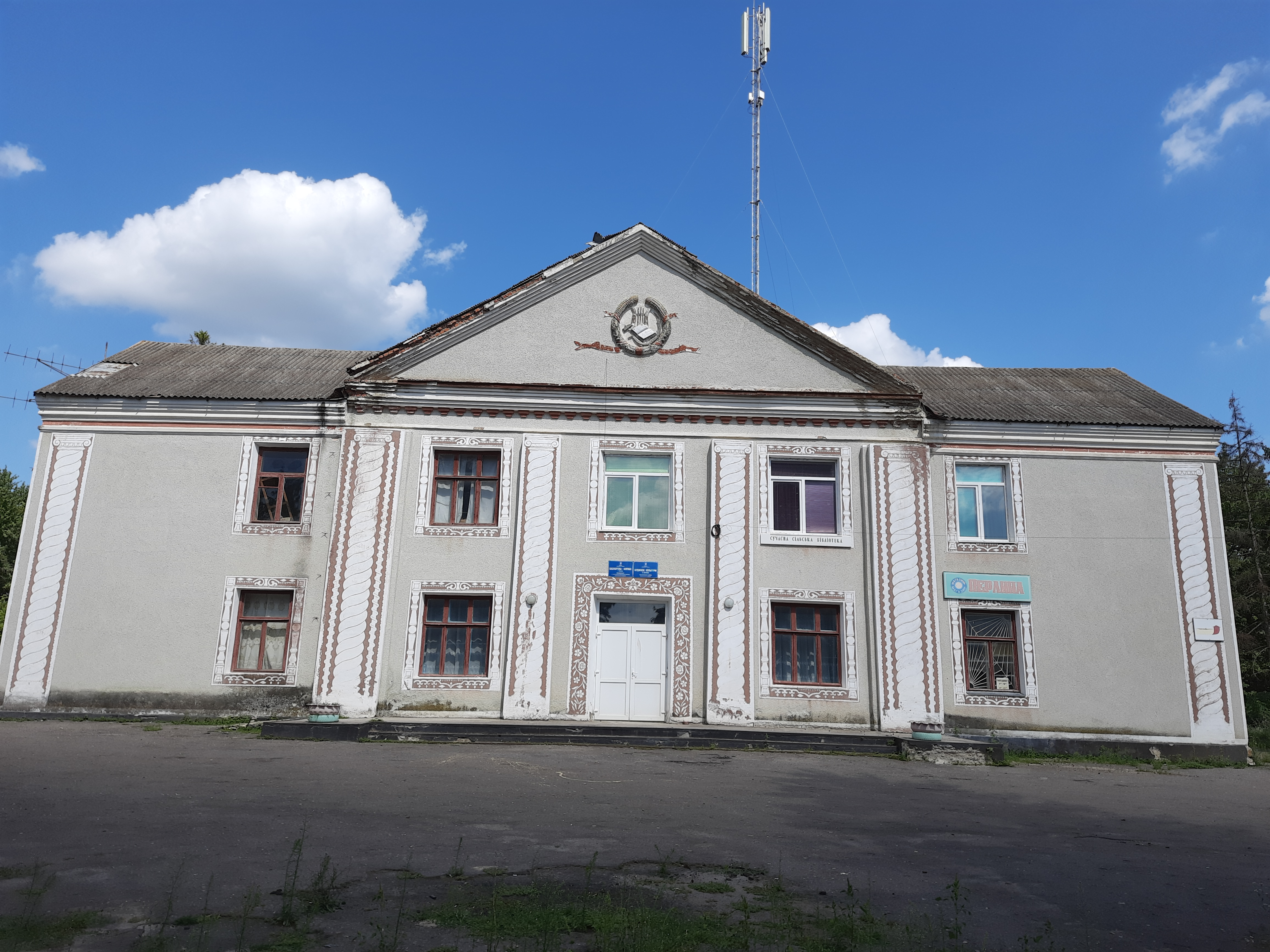
Будинок культури
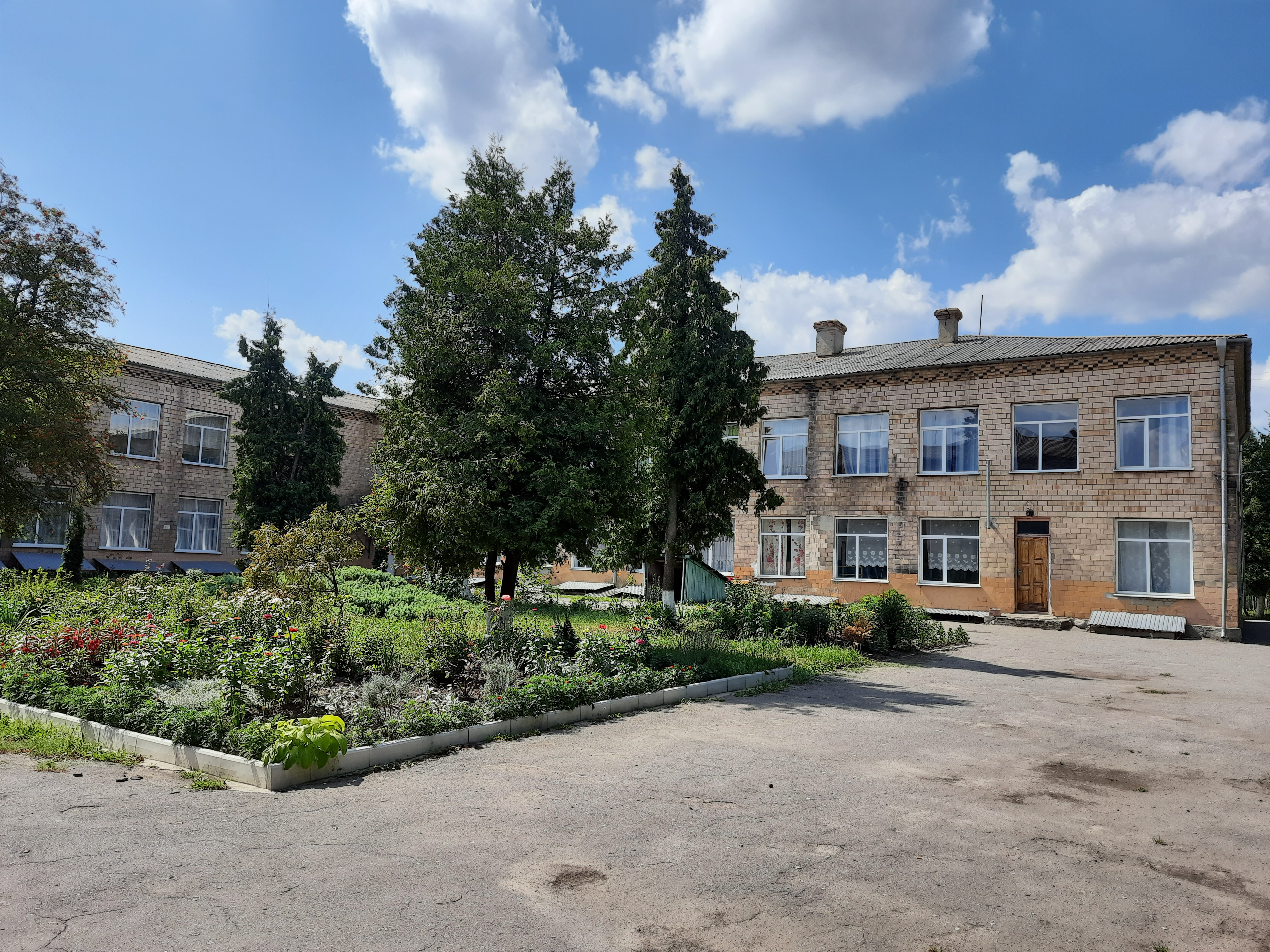
Школа
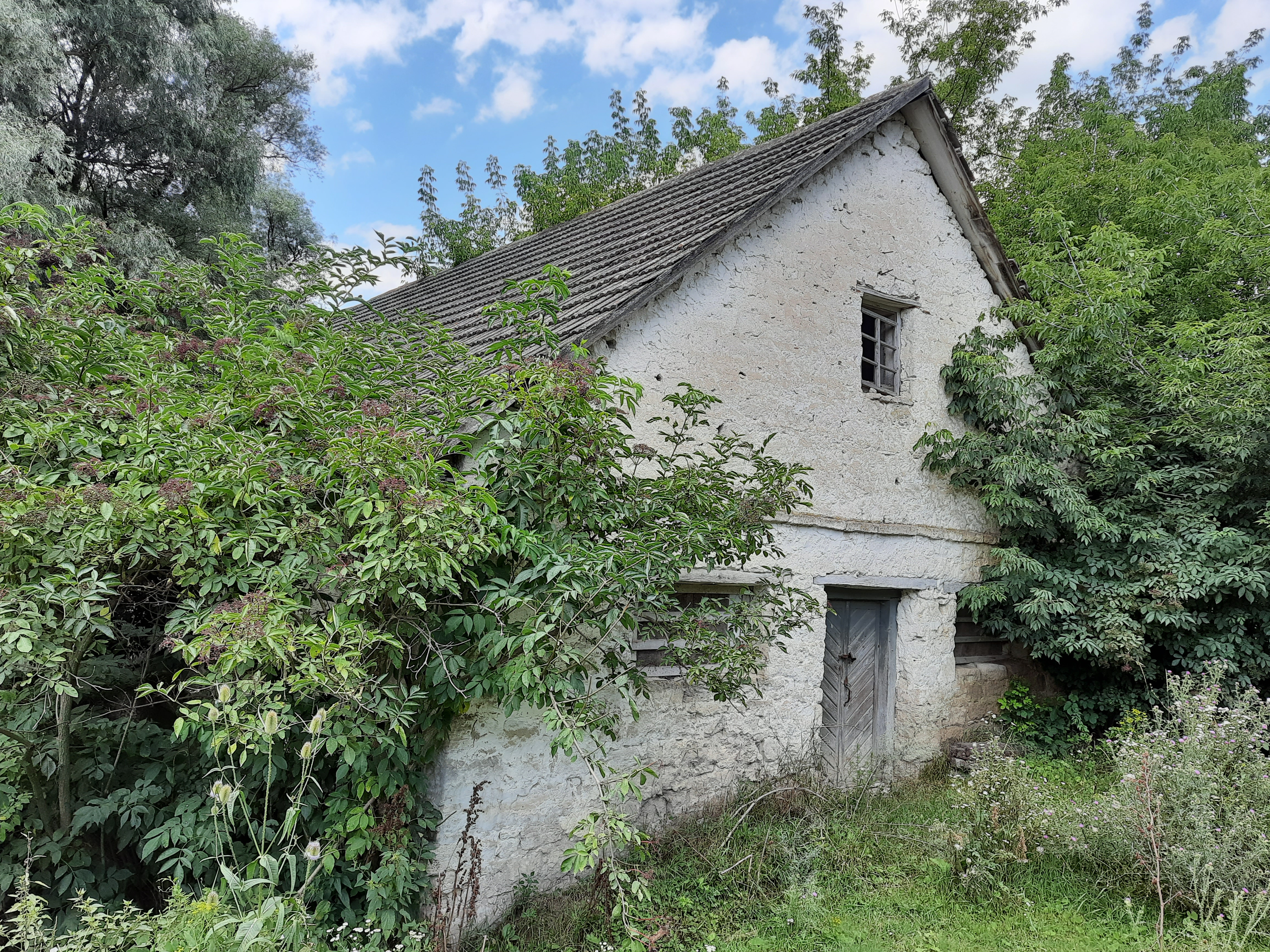
Водяний млин XIX ст
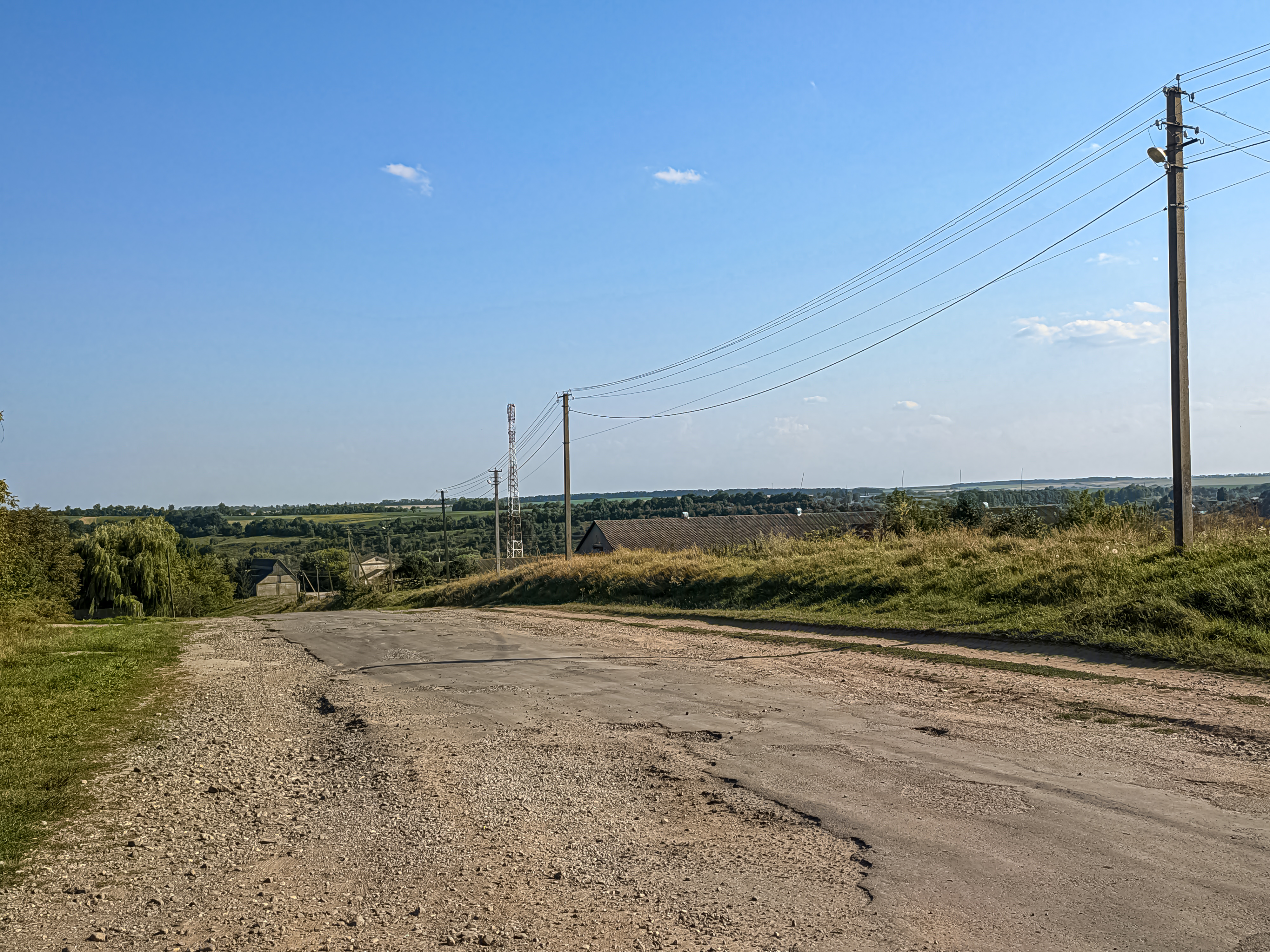
Центральна вулиця села - Соборна
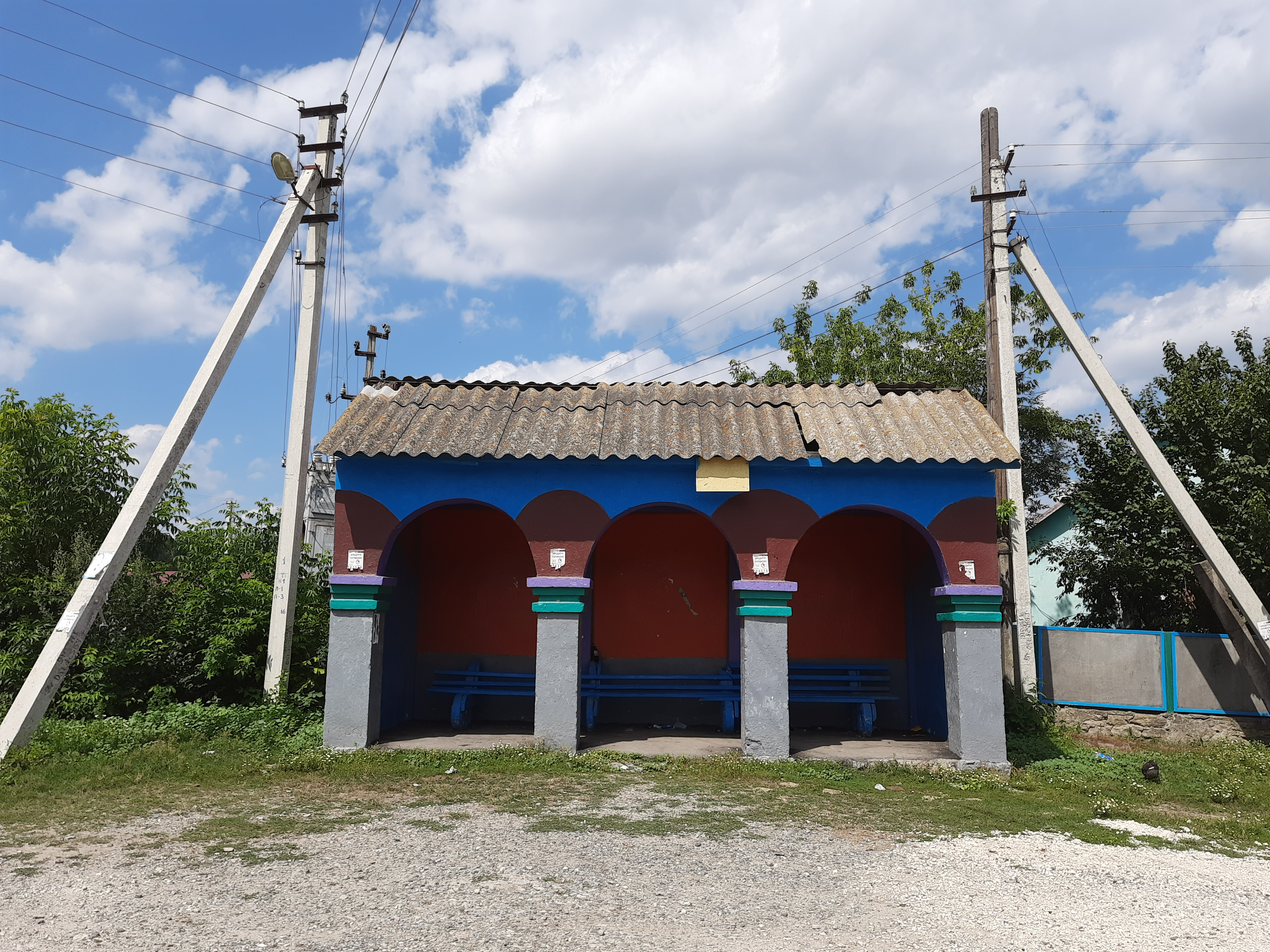
Автобусна зупинка
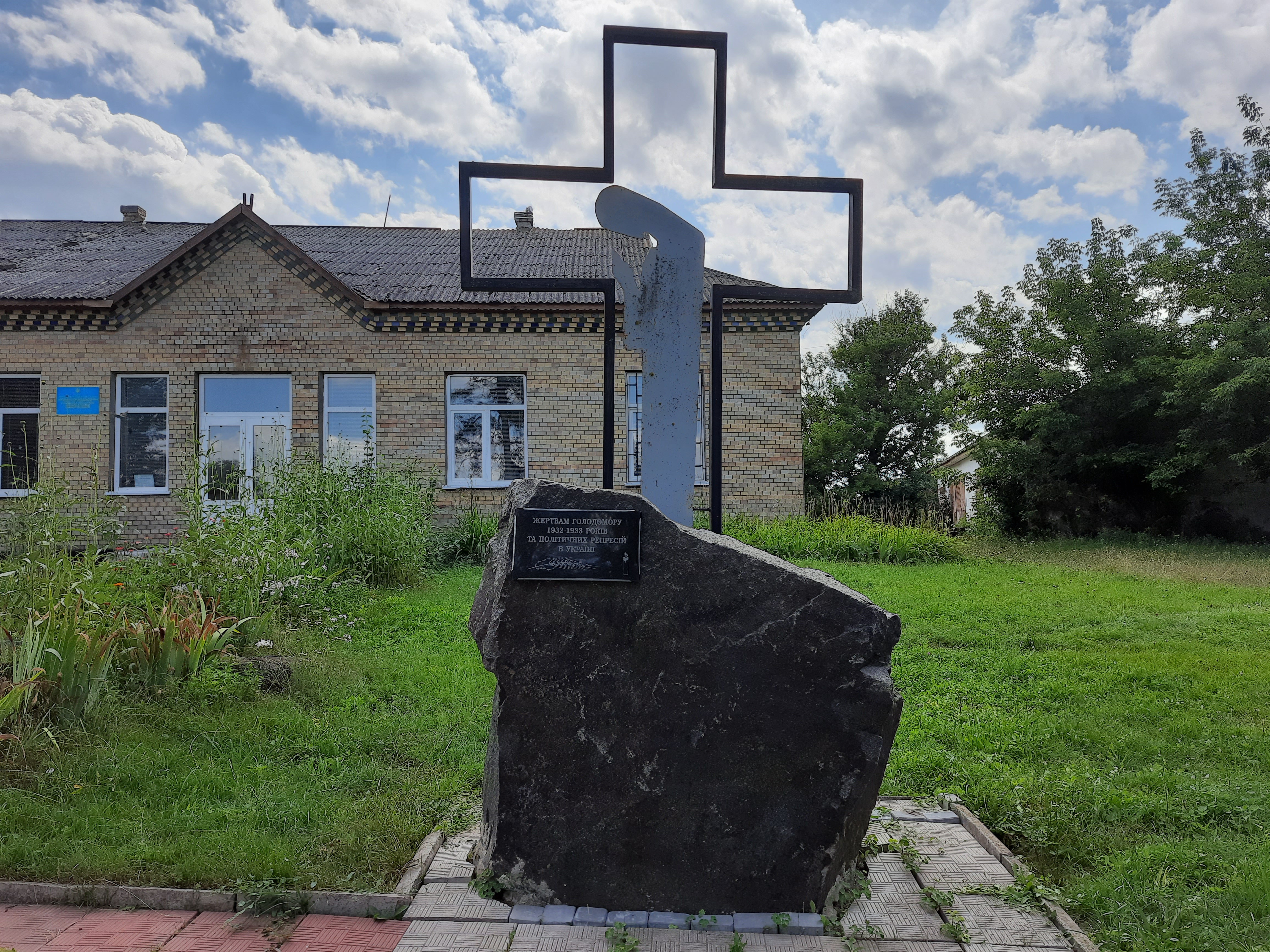
Пам'ятник жертвам голодомору та політичних репресій
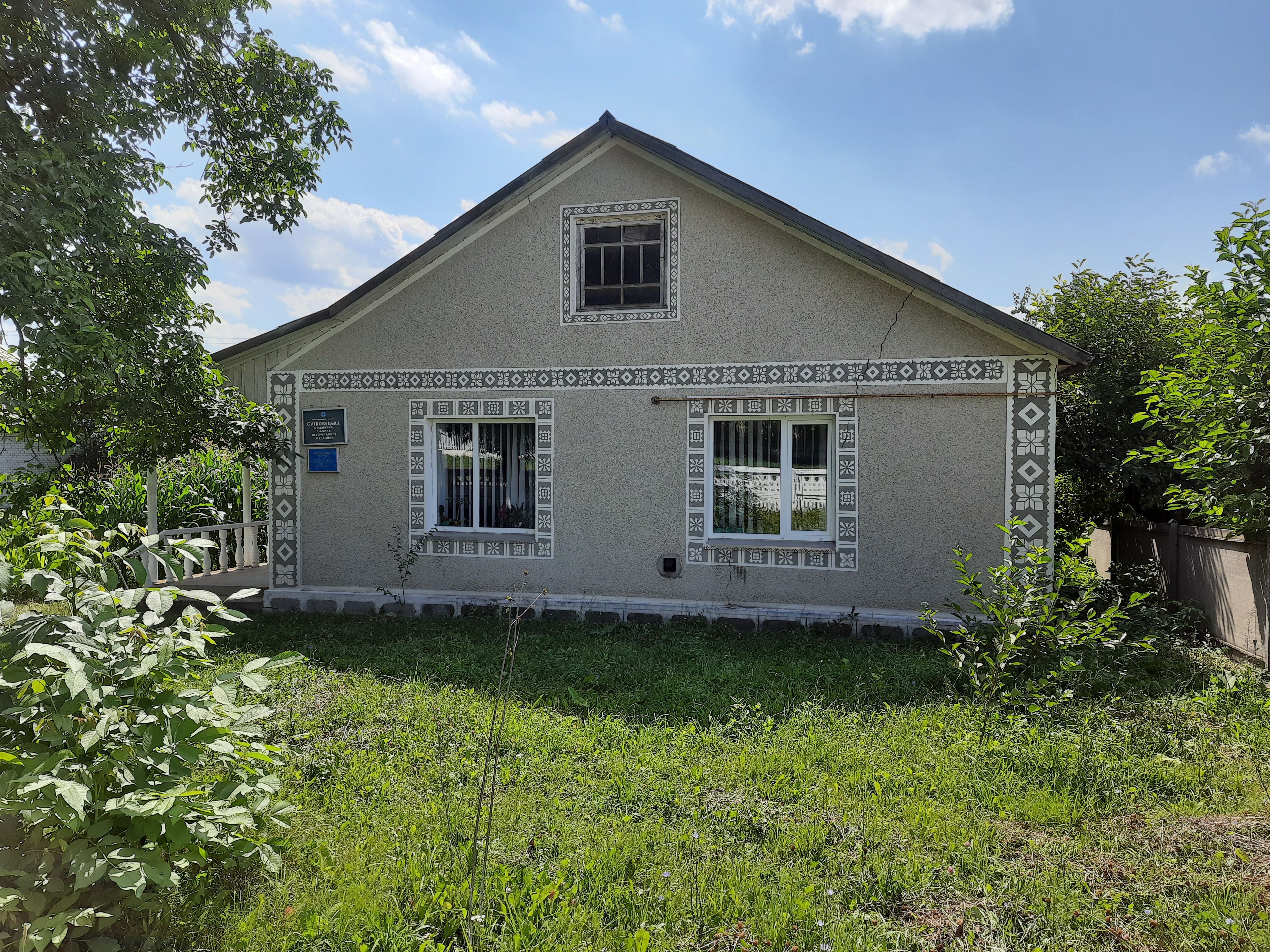
Ветеринарний пункт
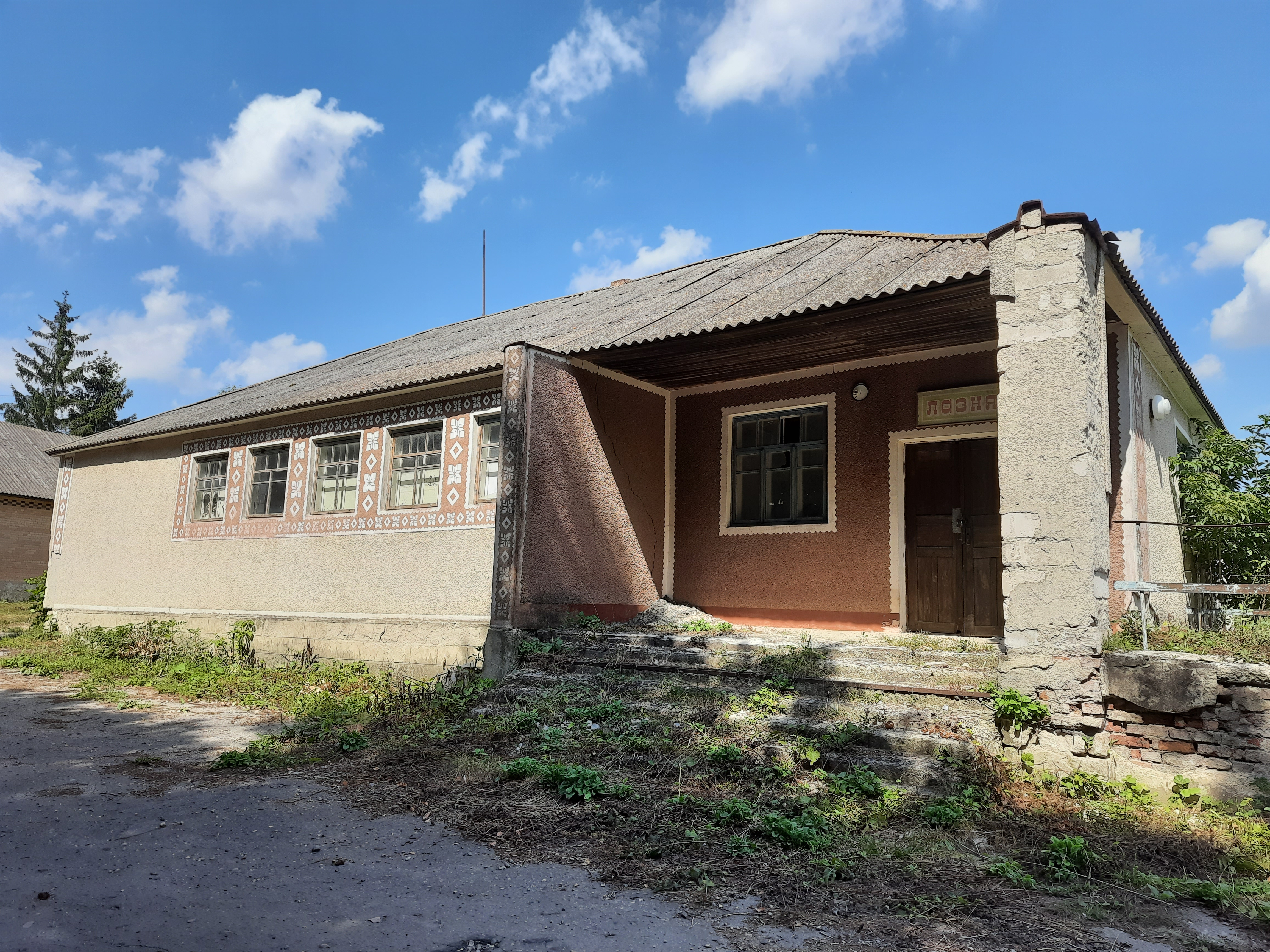
Лазня
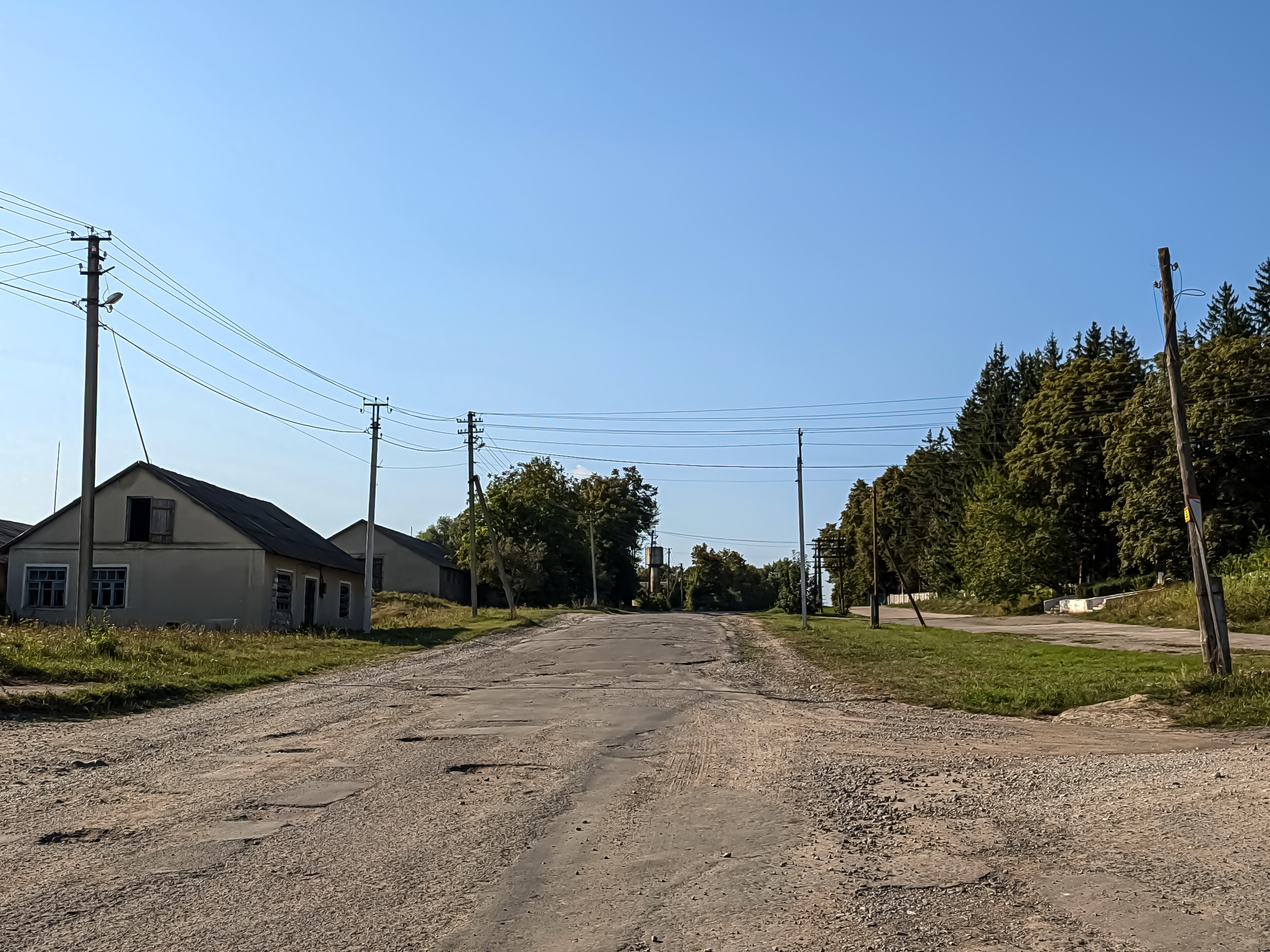
Вулиця Соборна
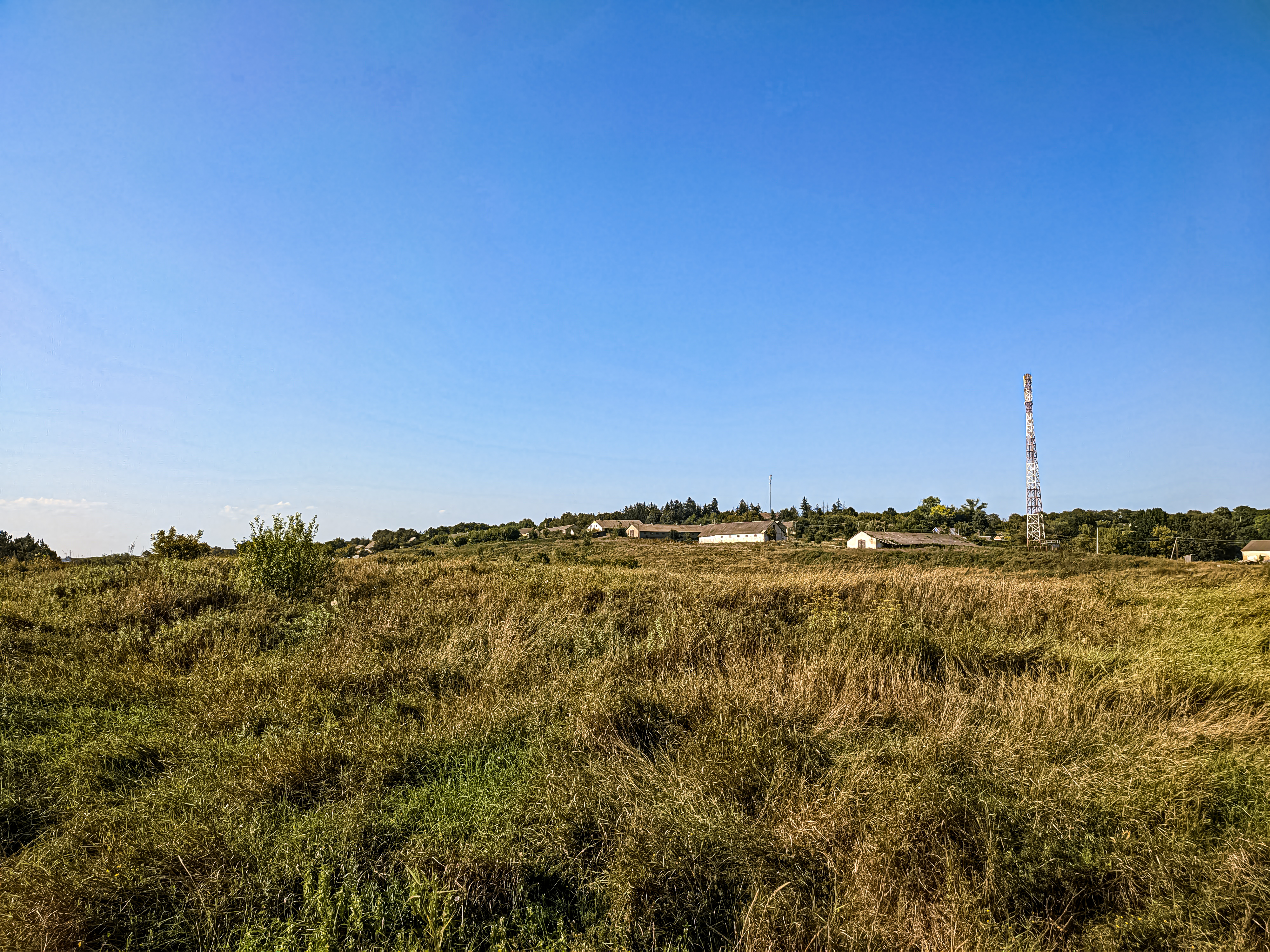
Сільський пейзаж
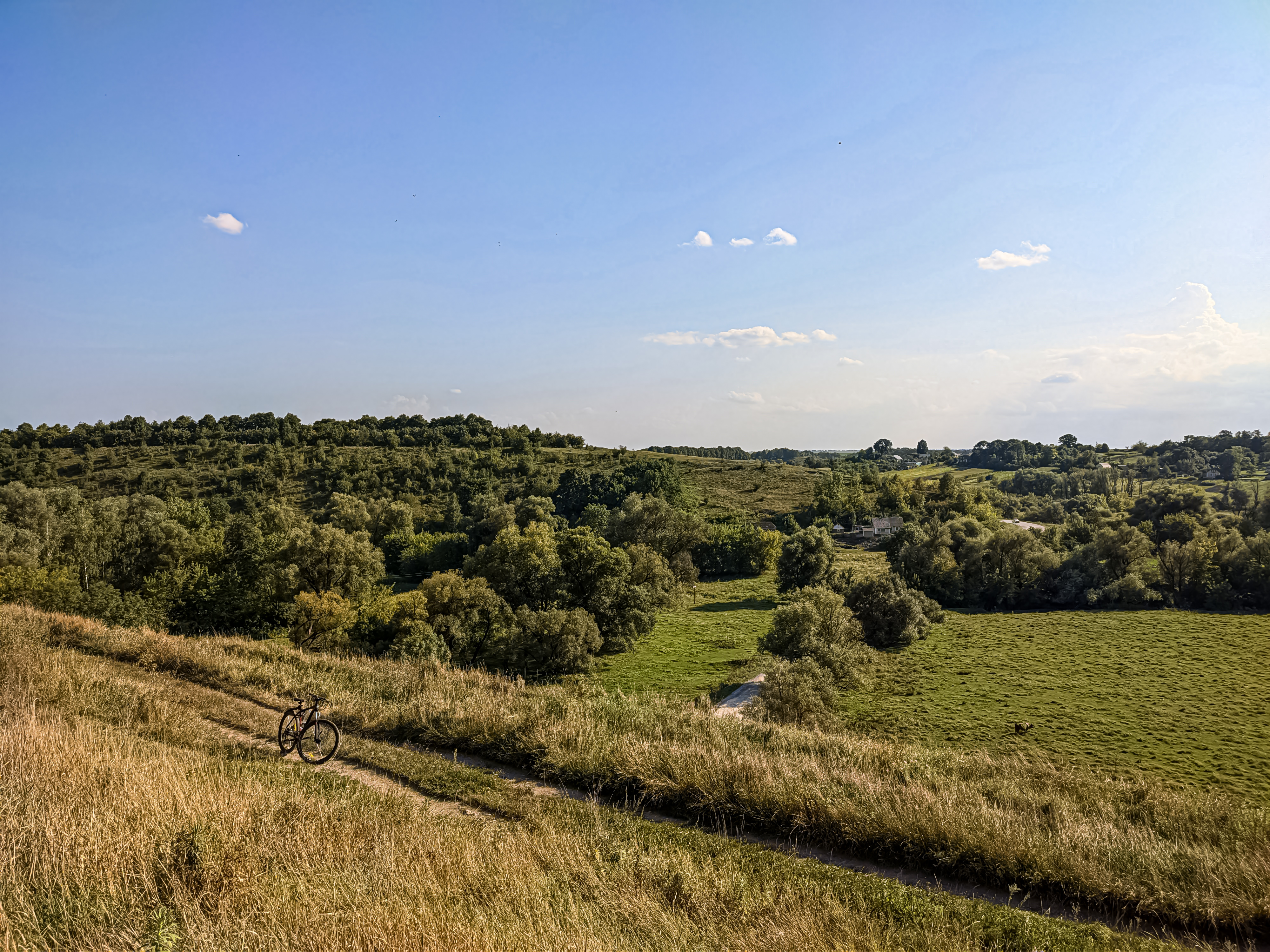
Вигляд на село із замкової гори
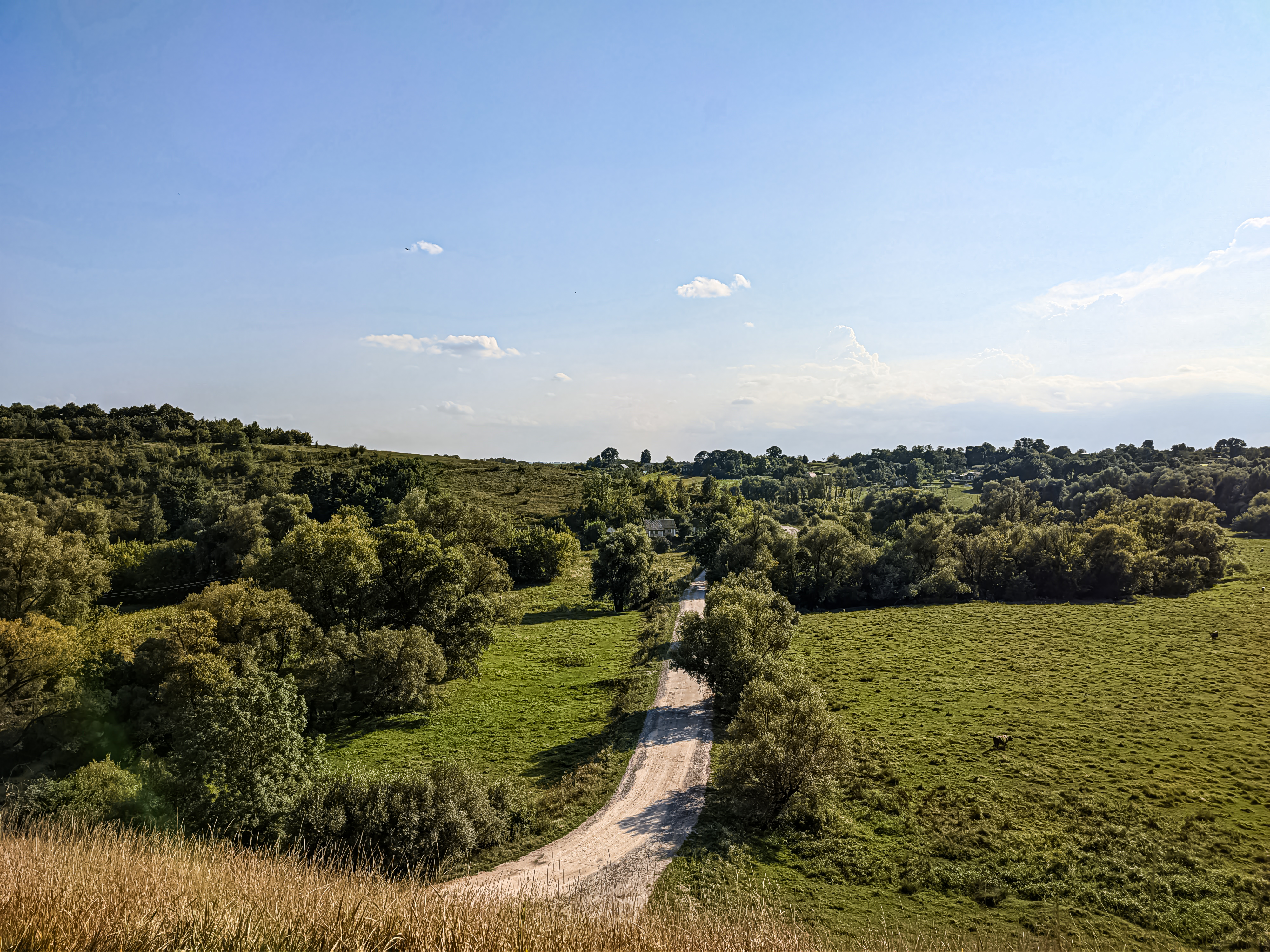
Вигляд на село із замкової гори
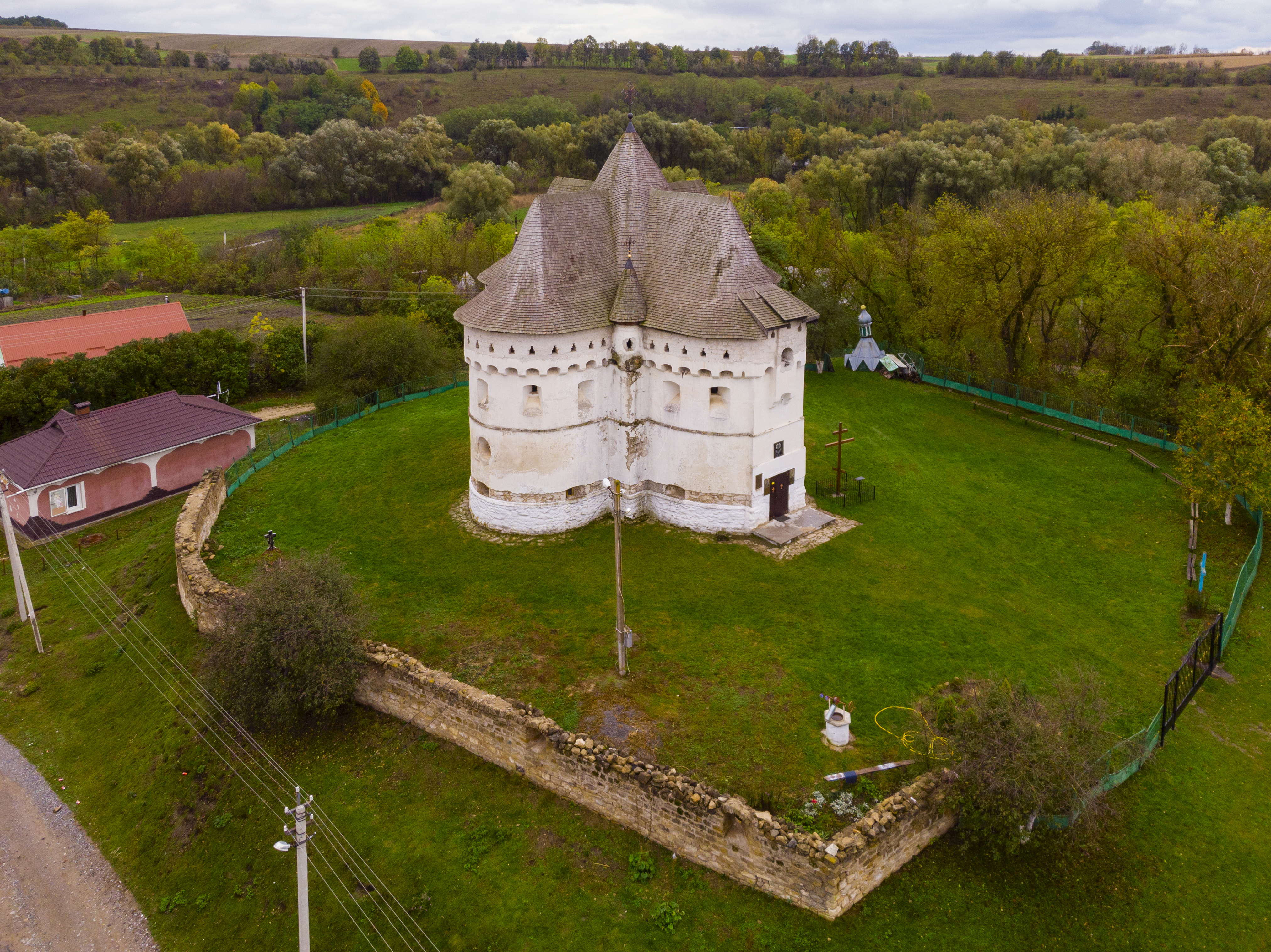
Вид на церкву з повітря